# The Return of the Space Cowboy
The Return of the Space Cowboy è il secondo album dei Jamiroquai.

## Tracce
1. Just Another Story – 8:48
2. Stillness in Time – 4:16
3. Half the Man – 4:48
4. Light Years – 5:53
5. Manifest Destiny – 6:20
6. The Kids – 5:08
7. Mr. Moon – 5:28
8. Scam – 7:00
9. Journey to Arnhemland (instrumental) – 5:20
10. Morning Glory – 6:21
11. Space Cowboy – 6:25

## Formazione
Voce = Jay Kay
Tastiere = Toby Smith
Basso = Stuart Zender
Batteria = Derrick McKenzie
Chitarra = Gavin Dodds
Percussioni = Maurizio Ravalico

## Classifiche
| Classifica (1994) | Posizione massima |
| ----------------- | ----------------- |
| Australia         | 42                |
| Austria           | 22                |
| Francia           | 4                 |
| Germania          | 37                |
| Italia            | 19                |
| Paesi Bassi       | 37                |
| Regno Unito       | 2                 |
| Svezia            | 17                |
| Svizzera          | 9                 |